# Баликова Олена Юріївна
Олена Юріївна Ба́ликова (нар. 15 жовтня 1960, Київ) — українська художниця; член Спілки радянських художників України з 1989 року та творчого об'єднання «Світовид».

## Біографія
Народилася 15 жовтня 1960 року в місті Києві (нині Україна). Дочка художника Юрія Баликова. 1978 року закінчила Київську художню школу імені Тараса Шевченка; протягом 1978—1984 років навчалася у Київському художньому інституті, була ученицею Віктора Пузиркова.

## Творчість
Працює у галузі станкового живопису, створює сюрреалістичні картини. Серед робіт:
- «Натюрморт» (1985);
- «Пантикапей» (1988);
- «Кримський пейзаж» (1989);
- «Море і яхти» (1989);
- «Дівчина і море» (1990);
- «Жовті квіти» (1990);
- «Червоне яблуко» (1990);
- «Дівчина і м'яч» (1991);
- «Портрет» (1991);
- «Морський пейзаж» (1994);
- «Херсонес» (1994);
- «Натюрморт з квіткою» (1995);
- «Дівчина і пава — 1» (1995);
- «Ранок» (1997);
- серія «Мушлі» (2000—2003).

Бере участь в обласних, республіканських, міжнародних виставках з 1980 року. Персональні виставки відбулися в Києві у 1998, 2002 роках.
Окремі роботи зберігаються у Хмельницькому художньому музеї, фондах Національної спілки художників України.